# Dolichopoda laetitiae
Dolichopoda laetitiae is een rechtvleugelig insect uit de familie grottensprinkhanen (Rhaphidophoridae). De wetenschappelijke naam van deze soort is voor het eerst geldig gepubliceerd in 1920 door Minozzi.
1. ↑  (en) Dolichopoda laetitiae op de IUCN Red List of Threatened Species.